# کازینو کانستانتا
کازینو کانستانتا (رومانیایی: Cazinoul din Constanța) یک کازینو است که در شهر کنستانتسا، رومانی واقع شده است. این مکان توسط وزارت فرهنگ و میراث ملی رومانی به عنوان یک یادبود تاریخی تعیین شده است. کازینو در خیابان کنستانتا بلوار ۲ الیزابت در امتداد دریای سیاه در منطقه تاریخی این شهر قرار دارد. کازینو سه بار جداگانه ساخته شده است که اولین سازه ساخته‌شده از چوب در سال ۱۸۸۰ ساخته شد. این پروژه به گونه‌ای طراحی شده‌بود که یک باشگاه و مرکز اجتماعی برای طبقه مرفه و ممتاز باشد که تمایل به خرج کردن داشت. این سبک با توجه به طرح‌های دانیال کارلو که در اوت سال ۱۹۱۰ افتتاح و ساخته شد، به سبک کنستانتا مونته "Constanta Monte" طراحی و ساخته شد. جدیدترین نسخه کازینو به مدت ۳۸ سال، با وقفه به علت دو جنگ جهانی، مورد حمله قرار گرفت و توسط نیروهای بلغاری و آلمانی در جنگ جهانی اول مورد حمله قرار گرفت و در یک مقطع نیز به عنوان بیمارستان موقت در زمان جنگ مورد استفاده قرار گرفت. در سال ۱۹۴۸ توسط دولت کمونیست به مجلس ملی تبدیل شد. در سال ۱۹۶۰ به دفتر ملی گردشگری رسمی تحویل داده شد. آخرین تعمیرات اساسی در سال ۱۹۸۶–۱۹۸۸ صورت گرفت و در حال حاضر این ساختمان رها شده است.

## تاریخچه

### کازین کرسال (Cazin Kursaal)(۱۸۸۰–۱۸۹۱)
اولین نسخه کازینو کنستانتا در سال ۱۸۸۰ ساخته شد و به Cazin یا Kursaal (به زبان آلمانی) نامگذاری شد. این اولین ساختمان رومانیایی بود که پس از جنگ روسیه - ترکیه (۱۸۷۷–۱۸۷۸) و جنگ استقلال رومانی، در ساحل دریای سیاه ساخته شد.

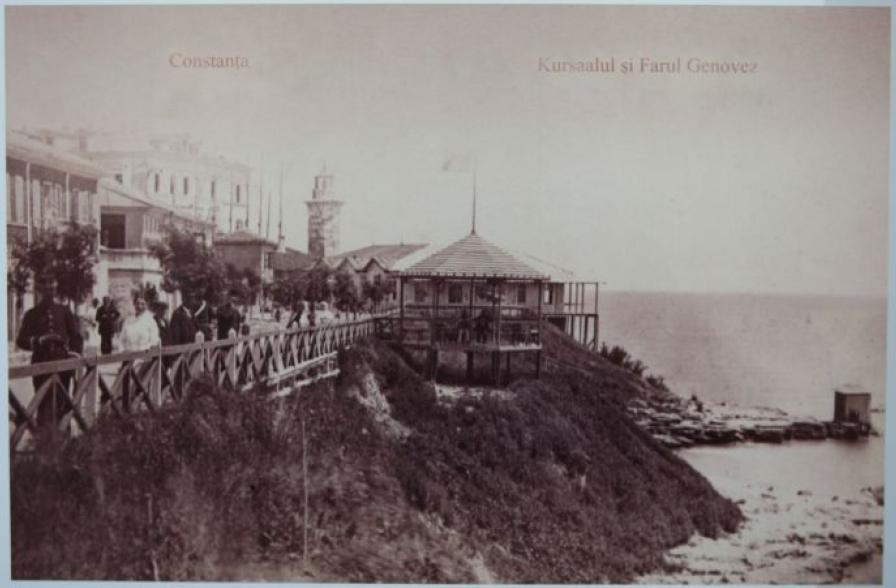
اولین کازینو کنستانتا با فانوس ژنوی

این ساختمان به منظور ایجاد یک نمای کامل از دیواره، دریا و بندرگاه کنستانتا از تمامی زاویه‌ها، از شیب‌هایی برای ایجاد دو دریاچه با هم پوشانی گرد استفاده کرد. این مکان در مجاورت فانوس دریایی ژنو قرار داشت. داخل ساختمان یک سالن رقص، دو سالن بازی و دو سالن خواندن بود که بازدیدکنندگان می‌توانستند مطبوعات محلی، ملی و بین‌المللی را بخوانند. در ابتدا، شهر کنستانتا فضا را برای کارآفرینان اجاره کرد. یکی از این کارآفرینان کازینوها عبارتند از کاپیتان کنستانتین کرانگا، پسر یون کرانگا و پدر هوریا کرانگا، معمار برجسته رومانیایی در طول دوره بین دو جنگ جهانی بود. مدت کوتاهی پس از آن ساختمان توسط شورای شهرستان منتقل و اداره شد که برای استفاده آن را باز کرد. فهمیدن این که ساختمان صرفاً درآمد کافی برای تعمیر و نگهداری را ایجاد کرده است، دوباره به کارآفرینان ثروتمند اجاره داده شد. پس از جنگ استقلال رومانی، آناتول مگرین، یک عکاس معروف محلی و اولین دبیر کنسولگری فرانسه در کنستانتا پس از جنگ استقلال رومانی دستگیر شد. در سال ۱۸۹۱، کازینو که با چوب ساخته شده بود، تقریباً به‌طور کامل توسط توفان تخریب شد و در ۲۹ ژانویه ۱۸۹۲ تخریب آن مورد تأیید قرار گرفت.

### کازینو (۱۸۹۳–۱۹۰۷)
نسخه دوم کازینو به وسیله شهر کنستانتا و شهردار بلیک (Belik) در مجاورت مکان قبلی ساخته شد و در سال ۱۸۹۳ درهایش را باز کرد. این ساختمان تقریباً در همان مکان فعلی کازینو ساخته شده‌بود و مانند سلف خود، آن نیز از چوب ساخته شده‌بود. این اتاق از یک تالار رقص تشکیل شده‌بود که چندین اتاق داشت، اما تنها یک تراس به سمت دریا داشت.

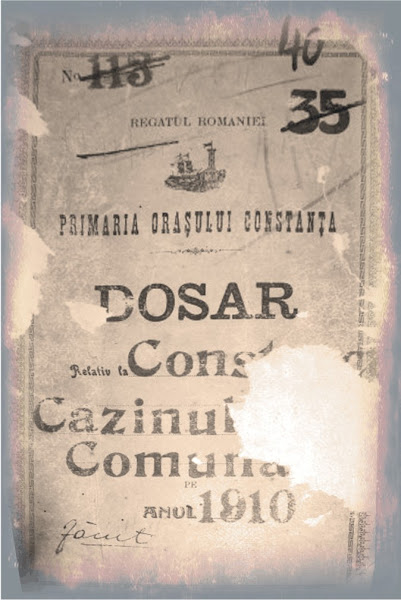
مطالعه امکانات کازینو از شهر کنستانته

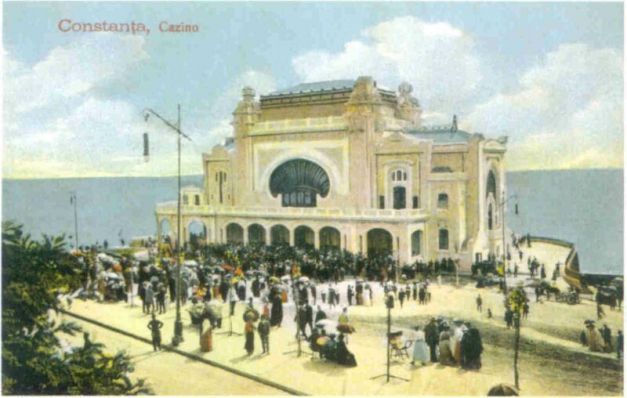
کارت پستال سومین کازینو

## نگارخانه

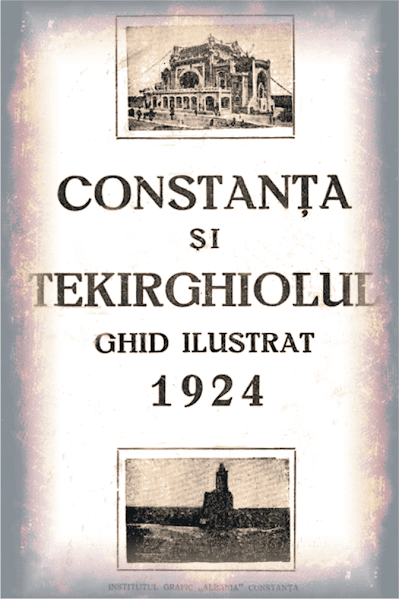
راهنمای گردشگری برای کنستانتا و کازینو
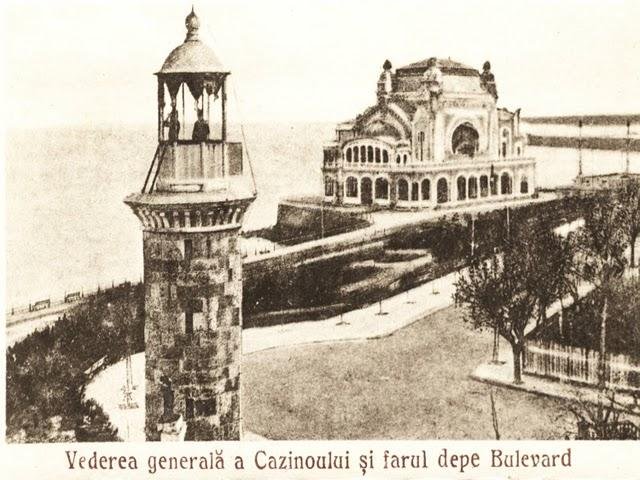
منظر فانوس دریایی و کازینو
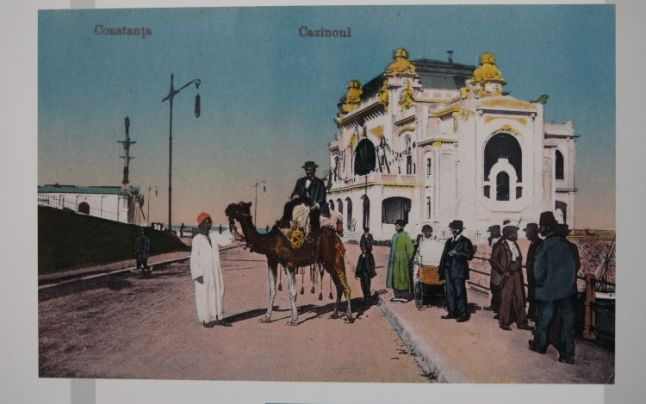
کارت پستال کازینو با شتر